# Атике-султан (дочь Ахмеда I)
Бурна́з Атике́-султа́н (тур. Burnaz Atike Sultan; 1614, Стамбул — ок. 1674, там же) — пятая дочь султана Ахмеда Ι от Кёсем Султан.

## Биография
Атике-султан родилась в Стамбуле и была младшим ребёнком в семье османского султана Ахмеда Ι и его фаворитки Кёсем Султан. Имела четырёх полнородных сестёр и семерых полнородных братьев. В 1617 году умер отец Атике, но на трон вместо одного из сыновей Ахмеда взошёл его брат Мустафа I. Затем на троне последовательно оказались единокровный брат Атике Осман II и второй раз Мустафа I. Всё это время Атике вместе с матерью и сёстрами оставалась в Старом дворце. В 1623 году на троне оказался несовершеннолетний брат Атике Мурад IV, а их мать возвысилась до статуса валиде и регента при сыне.
Чтобы обеспечить благополучное правление сына, Кёсем выдала своих дочерей замуж за выгодных для неё государственных деятелей. Так четырнадцатилетняя Атике стала женой Джафера-паши. Брак продлился около пяти лет и окончился со смертью паши. В 1633 году Атике вышла замуж за Коджу Кенана-пашу, грузина по происхождению, также поддерживавшего политику Кёсем. В этот же период крымским ханом матери Атике была подарена молодая наложница Турхан, которая впоследствии стала женой Ибрагима I, брата Атике, и, как считали многие современники, виновницей смерти Кёсем. Кёсем отправила Турхан к Атике для обучения. В 1652 году умер занимавший пост второго визиря Кенан-паша; в июле 1652 года овдовевшая Атике в третий и в последний раз вышла замуж: её избранником стал Доганджи Юсуф-паша, умерший в феврале 1670 года. Все дети, рождённые Атике в трёх браках умерли в младенчестве.
Атике умерла в Стамбуле приблизительно в 1674 году и была похоронена в тюрбе Ибрагима Ι в мечети Ая-Софья.

## В культуре
- В сериале «Великолепный век. Империя Кёсем» Атике является близнецом Ибрагима I; роль взрослой Атике исполнила Эдже Чешмиоглу.